# Heinrichsdorf (Sandbostel)
Heinrichsdorf ist ein Ortsteil der Gemeinde Sandbostel im Landkreis Rotenburg (Wümme) in Niedersachsen.

## Geographie

### Geographische Lage
Der Ortsteil Heinrichsdorf liegt im äußersten Süden der Gemeinde Sandbostel an der Grenze zu Gnarrenburg und dessen Ortsteil Augustendorf. Heinrichsdorf liegt etwa 5 km nördlich von Glinstedt, etwa 4 km östlich von Langenhausen, 2,5 km südlich des der Gemeinde Namen gebenden Ortsteils Sandbostel und 3,5 km westlich vom Ortsteil Ober Ochtenhausen. Von Südwesten nach Nordosten verläuft die Kreisstraße 148, auch bezeichnet als „Klenkenholzer Straße“.

## Geschichte
Heinrichsdorf entstand durch die Kultivierung des ehemaligen Moorgebietes „Klenkenholz“ in den 1930er-Jahren, welche durch die damals in Sandbostel ansässige staatliche Moorverwaltung durchgeführt wurde.

## Kultur und Sehenswürdigkeiten

### Kriegsgefangenenlager Stalag XB

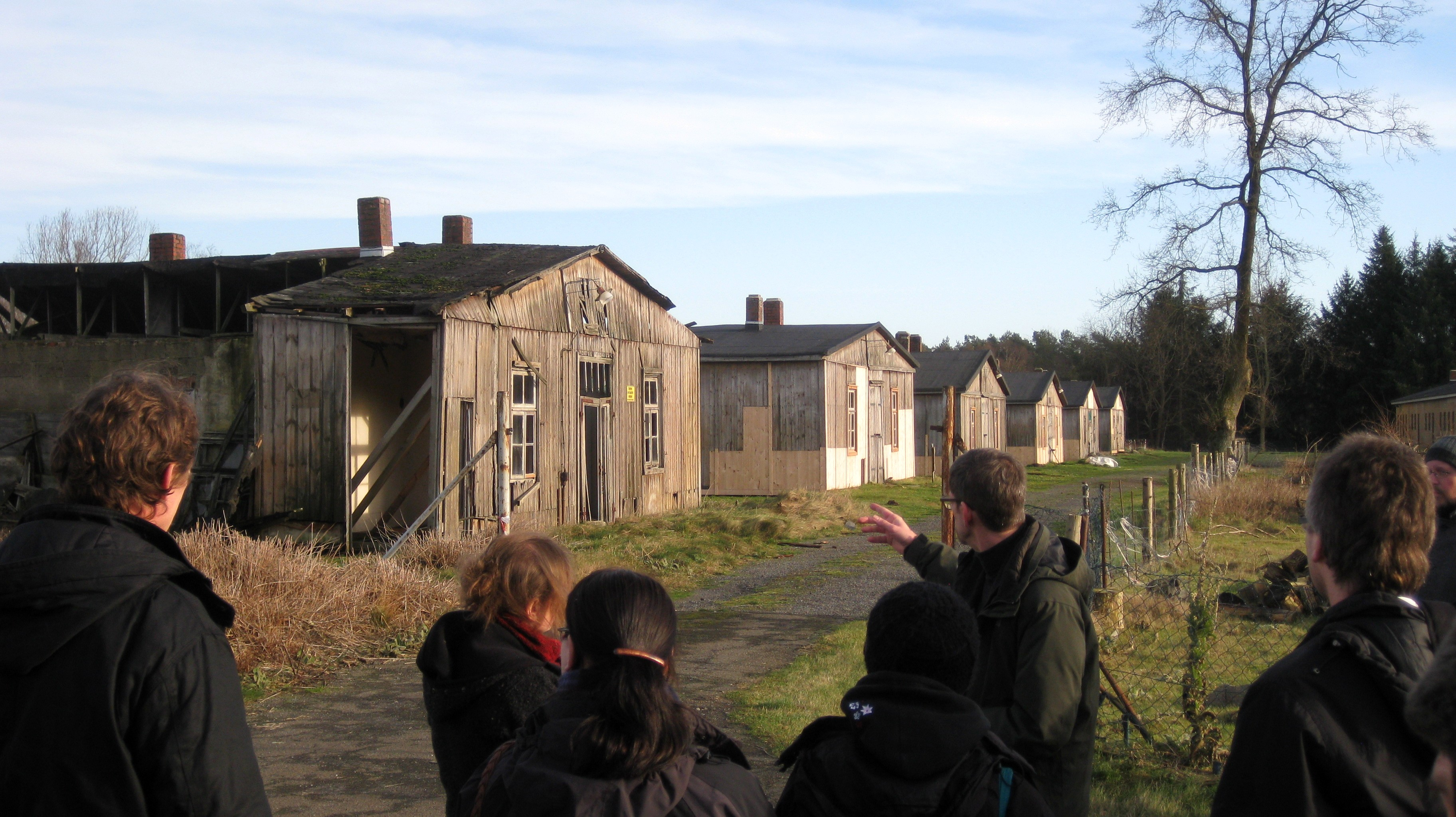
Stammlager X B

Zwischen den Ortsgebieten von Heinrichsdorf und Sandbostel befand sich auf dem Gelände des heutigen Gewerbegebietes „Immerhain“ das Kriegsgefangenenlager „Stalag X-B“ auf dessen Gelände etwa 10.000 kriegsgefangene Soldaten aus Russland, Polen und Frankreich größtenteils in Massengräbern beerdigt wurden.